# Civilista

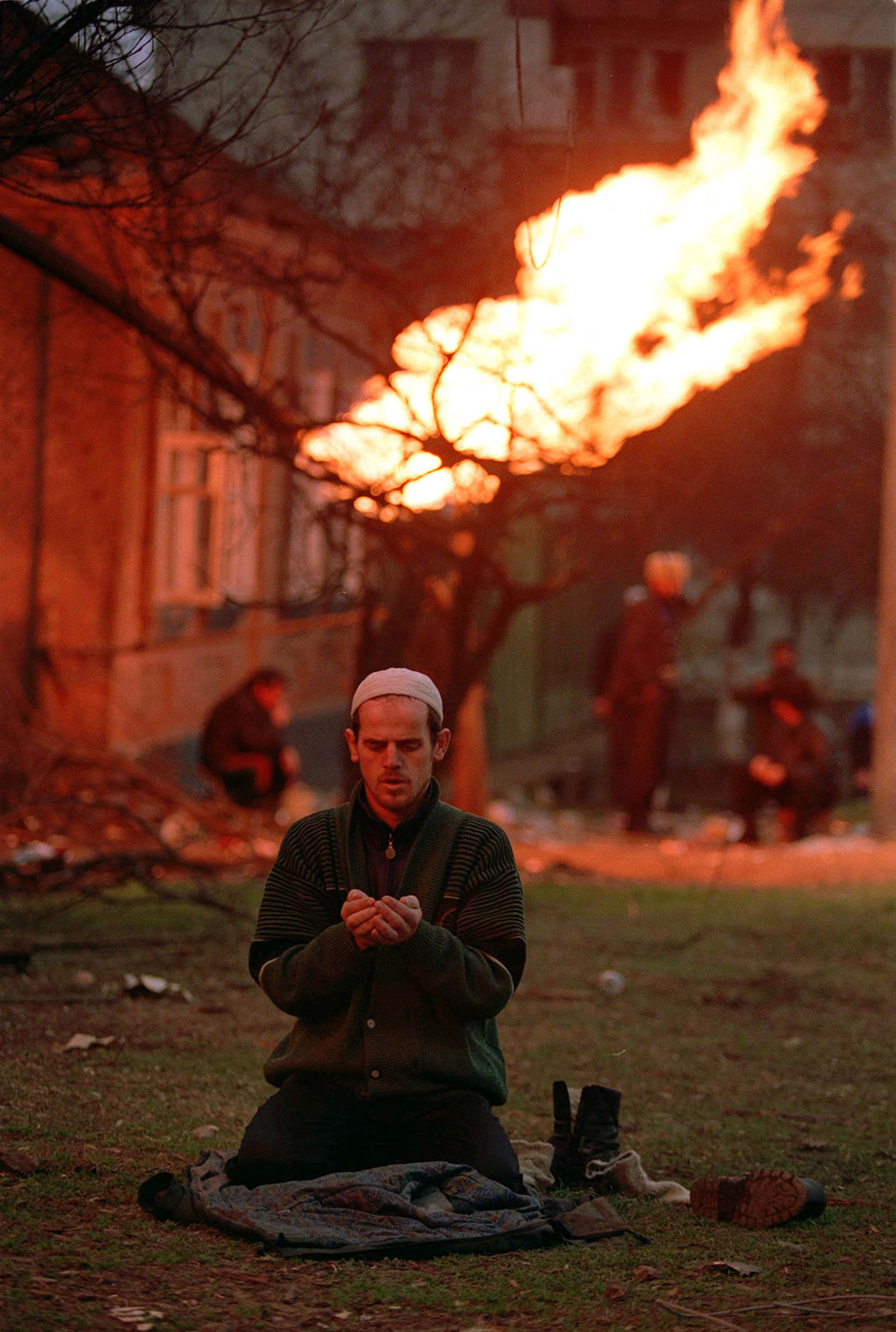
Modlící se civilista před hořící budovou během ruské invaze do Čečenska.

Civilista je podle mezinárodního humanitárního práva fyzická osoba, která není členem ozbrojených sil státu během ozbrojeného konfliktu. Civilista má na základě ženevských úmluv svá práva, které by měly válčící strany dodržovat a které určují, jak by se s nimi mělo zacházet. Obecně platí zákaz útoku na civilní osoby a na civilní cíle, jelikož ty přímo nevystupují v konfliktu na žádné straně. Dodržování práv civilistů je ale během válečných konfliktů často porušováno, za což hrozí proviněným po skončení bojů stíhání mezinárodními tribunály.[zdroj⁠?!]
Obecně se mezi civilní cíle zařazují nemocnice, náboženské stavby a obytné domy.

## Jiný význam
V jiném významu je civilista právník, který se věnuje civilnímu, tedy soukromému (občanskému) právu.